# Atoposmia triodonta
Atoposmia triodonta är en biart som först beskrevs av Cockerell 1935.  Atoposmia triodonta ingår i släktet Atoposmia och familjen buksamlarbin. Inga underarter finns listade i Catalogue of Life.